# راندال باريش
راندال باريش (بالإنجليزية: Randall Parrish)‏ (10 يونيو 1858 - 1923)؛ روائي أمريكي.